# Partito dell'Unità (Liberia)
Il Partito dell'Unità (in inglese: Unity Party, UP) è un partito politico liberiano di orientamento liberale fondato nel 1984.

## Storia
Creato nel 1984 da Edward Kesselly, che è stato anche il suo primo esponente principale. Il partito ha partecipato alle prime elezioni "democratiche" dopo il colpo di Stato del 1980, contro il dittatore Samuel Doe, nell'ottobre del 1985. Da allora è rimasto sulla scena politica liberiana.
Nelle elezioni del 19 luglio 1997 la candidata alla presidenza, Johnson Sirleaf, ottenne il 9,6% delle preferenze, mentre il partito aveva ottenuto 7 seggi su 64 alla Camera dei Rappresentanti e 3 su 26 al Senato. Secondo gli osservatori internazionali, il voto fu libero e trasparente, ma essi sottolinearono che si era tenuto in un'atmosfera di paura perché molti temevano che l'ex capo e candidato del Partito Patriottico Nazionale (NPP), Charles Taylor, avrebbe scatenato una nuova guerra civile se sconfitto.
La candidata dello UP, Ellen Johnson Sirleaf ha vinto le elezioni presidenziali del 2005, battendo l'ex calciatore George Weah, membro del Congresso per il Cambiamento Democratico (Congress for Democratic Change, CDC), al ballottaggio con il 59,4% (al primo turno aveva invece ottenuto il 19,8%). Alle contestuali elezioni politiche, il partito ha ottenuto il 12,5% dei voti alla Camera e il 12,9% al Senato, conquistando 8 deputati e 3 senatori.
Con la confluenza del Partito per l'Unificazione della Liberia e del Partito d'Azione Liberiano, avvenuta il 1º aprile 2009, il partito ha aumentato notevolmente la sua rappresentanza parlamentare, arrivando ad avere ora 22 deputati e 11 senatori.

## Risultati elettorali
| Elezione          | Elezione | Voti    | %     | Seggi   |
| ----------------- | -------- | ------- | ----- | ------- |
| Parlamentari 1997 | Camera   | 59.557  | 9,57  | 7 / 64  |
| Parlamentari 1997 | Senato   | 59.557  | 9,57  | 3 / 26  |
| Parlamentari 2005 | Camera   | 123.373 | 13,19 | 8 / 64  |
| Parlamentari 2005 | Senato   | 222.705 | 13,17 | 4 / 30  |
| Parlamentari 2011 | Camera   | 226.291 | 19,02 | 24 / 73 |
| Parlamentari 2011 | Senato   | 164.851 | 13,78 | 4 / 15  |
| Parlamentari 2017 | Camera   | 209.677 | 13,96 | 19 / 71 |

| Elezione           | Elezione | Candidato             | Voti    | %     | Esito         |
| ------------------ | -------- | --------------------- | ------- | ----- | ------------- |
| Presidenziali 2005 | I turno  | Ellen Johnson Sirleaf | 192.326 | 19,75 | ✔️ Eletto     |
| Presidenziali 2005 | II turno | Ellen Johnson Sirleaf | 478.526 | 59,40 | ✔️ Eletto     |
| Presidenziali 2011 | I turno  | Ellen Johnson Sirleaf | 530.020 | 43,93 | ✔️ Eletto     |
| Presidenziali 2011 | II turno | Ellen Johnson Sirleaf | 607.618 | 90,71 | ✔️ Eletto     |
| Presidenziali 2017 | I turno  | Joseph Boakai         | 446.716 | 28,76 | ❌ Non eletto |
| Presidenziali 2017 | I turno  | Joseph Boakai         | 457.579 | 38,46 | ❌ Non eletto |